# 德热纳奖
德热纳奖（英語：De Gennes Prize）是一个英国皇家化学学会（RSC）颁发的材料化学领域的奖项，原称为“材料化学奖”（英語：Prize for Materials Chemistry），2008年因纪念著名材料科学家皮埃尔-吉勒·德热纳（義大利語：Pierre-Gilles de Gennes，1932 – 2007）改为现名。

## 得主
- 2009年：马修·罗塞因斯基教授，利物浦大学[2]
- 2011年：史蒂芬·曼教授，布里斯托尔大学[2]
- 2013年：北川进教授，京都大学[1]
- 2015年：Mercouri Kanatzidis教授，西北大学[3]
- 2017年：Ian Manners教授，布里斯托尔大学
- 2019年：Eugenia Kumacheva教授，多伦多大学
- 2021年：查德·米爾金教授，西北大学